# Bötzow-Brauerei

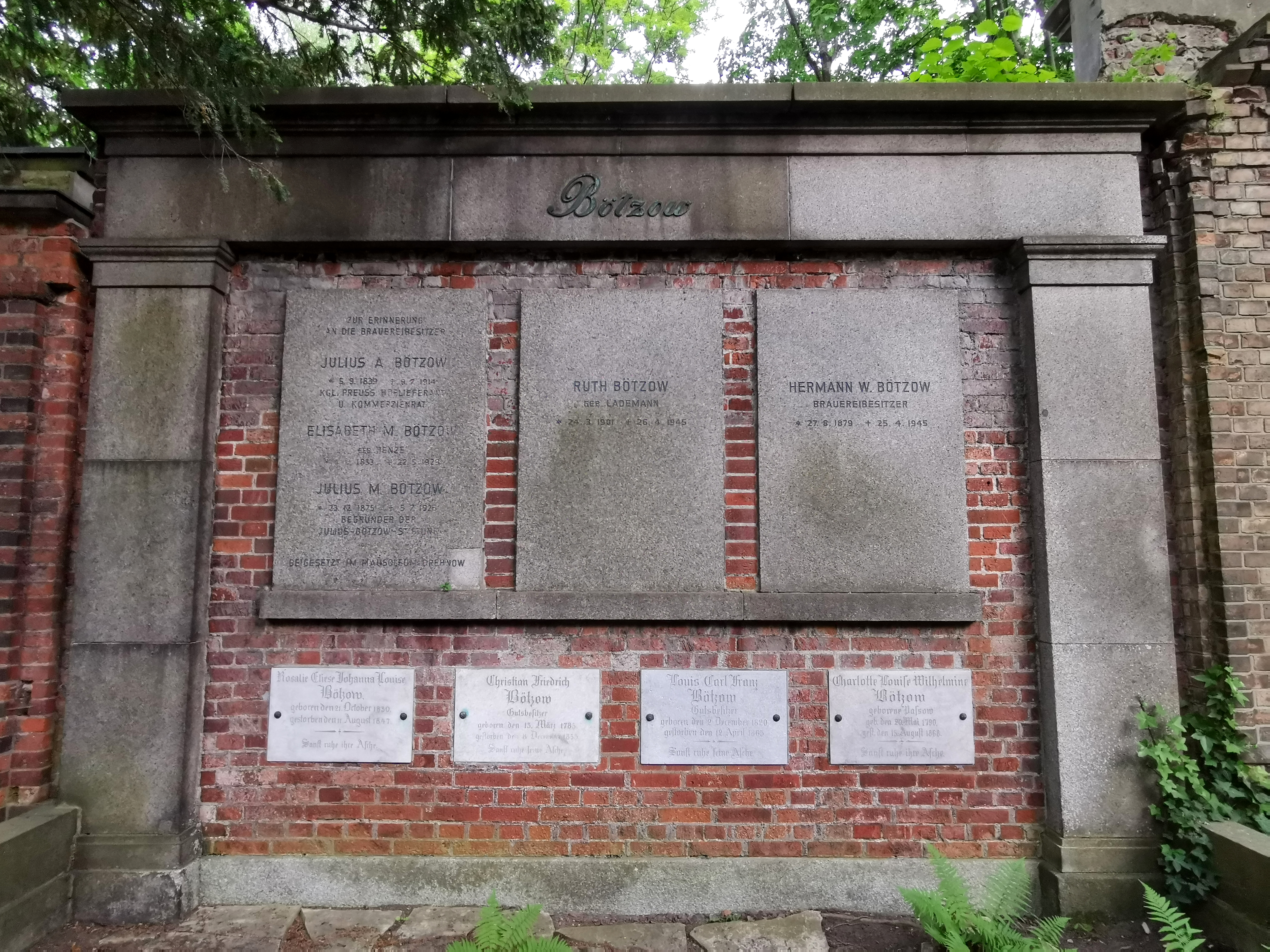
Familiengrab Bötzow auf dem Friedhof I der Georgen-Parochialgemeinde in Berlin

Die Brauerei Julius Bötzow [ˈböt͡soː] war eine Brauerei im Berliner Ortsteil Prenzlauer Berg und die größte Berliner Privatbrauerei. Sie bestand von 1864 bis 1945. Im Biergarten der Brauerei fanden 6000 Besucher Platz. Nach der Einstellung der Bierproduktion blieben einige der historischen Bauten sowie das Gelände erhalten. Sie werden ab den 2010er Jahren zusammen mit neuen Gebäuden zum Bötzow-Campus entwickelt, der sich auf Medizinische Einrichtungen konzentriert.

## Brauereien am Prenzlauer Berg
Bis Mitte des 19. Jahrhunderts war das obergärige Weißbier in Berlin sehr gefragt. Dies änderte sich, als das bayerische „echte“ untergärige Bier immer beliebter wurde. Während noch 1860 rund 340.000 hl Weißbier und 150.000 hl untergäriges Bier in Berlin gebraut wurden, kehrte sich das Verhältnis in nur 15 Jahren um.
Da die meisten Berliner Brauereien nicht das nötige Know-how und die technische Ausstattung für das untergärige Bier hatten, mussten diese nun schließen. Davon betroffen waren auch die drei Brauereien der Familie von Julius Bötzow. – Nach der Reichsgründung 1871 begannen gerade Großstädte wie Berlin rasant zu wachsen. Der enorme Bevölkerungszuwachs hatte auch einen Boom der Nahrungs- und Genussmittelindustrie zur Folge. Allein im damaligen Bereich des Windmühlenbergs (späterer Bezirk Prenzlauer Berg) gab es um 1900 vierzehn Brauereien:

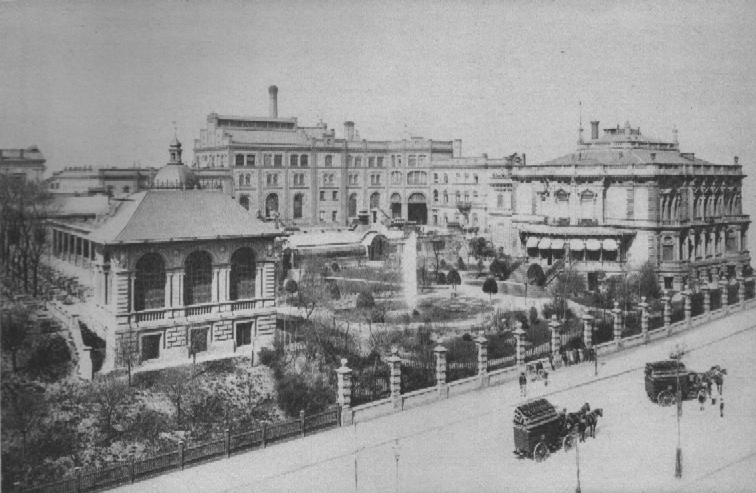
Bötzow-Brauerei in der Prenzlauer Allee um 1900

- Schultheiss-Brauerei-AG in der Schönhauser Allee 36 (heute Kulturbrauerei)
- Brauerei Königstadt AG
- Malzbierbrauerei Christoph Groterjan & Co. GmbH in der Schönhauser Allee 130
- Weißbierbrauerei Zum Berliner Bären (Kienz)
- Brauerei Pfefferberg
- Actien-Brauerei Friedrichshöhe
- Berliner Weißbierbrauerei AG (Landré-Breithaupt)
- Bayerische Malzbier Brauerei Max Böhm
- Berliner Stadtbrauerei A. Lorch & Co. GmbH
- Brauerei Saxonia
- Brauerei Schweizergarten
- Brauerei Weißenburg E. Lewin
- Volksbrauhaus Georg Tarlau und
- Bötzow-Brauerei als größte Berliner Privatbrauerei.

## Lage
Die Brauerei befand sich auf einem über 30.000 m² großen Areal zwischen Prenzlauer Allee 242–247, Metzer Straße, Straßburger Straße und Saarbrücker Straße im heute als Kollwitzkiez bezeichneten Wohnquartier. Einige Bauten sind bis heute erhalten.

## Unternehmensgeschichte

### 1864 bis zum Beginn der Nazidiktatur

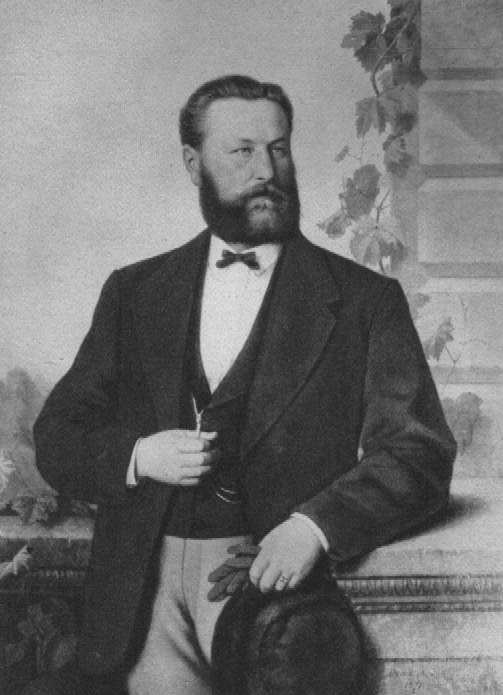
Julius Bötzow (1871)

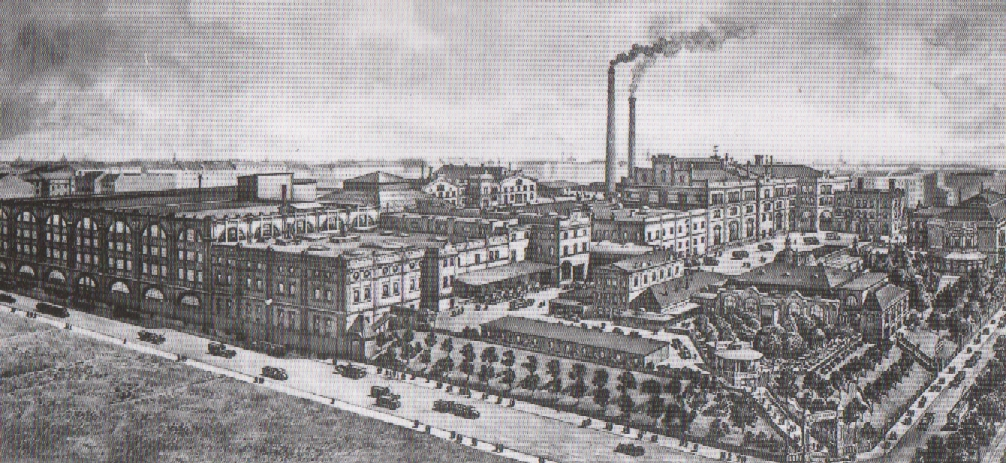
Brauereigelände um 1900

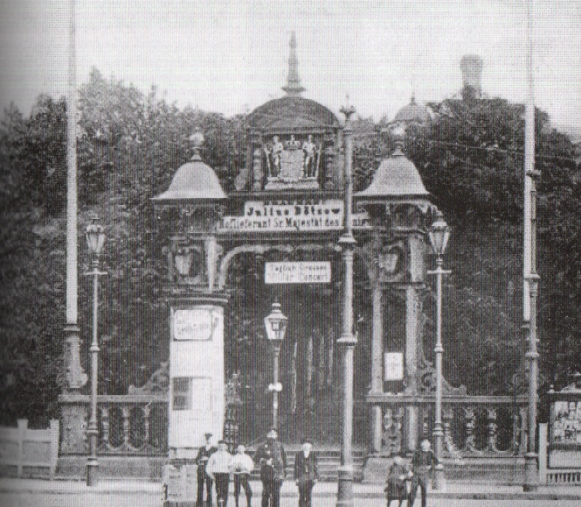
Brauerei-Eingang um 1900

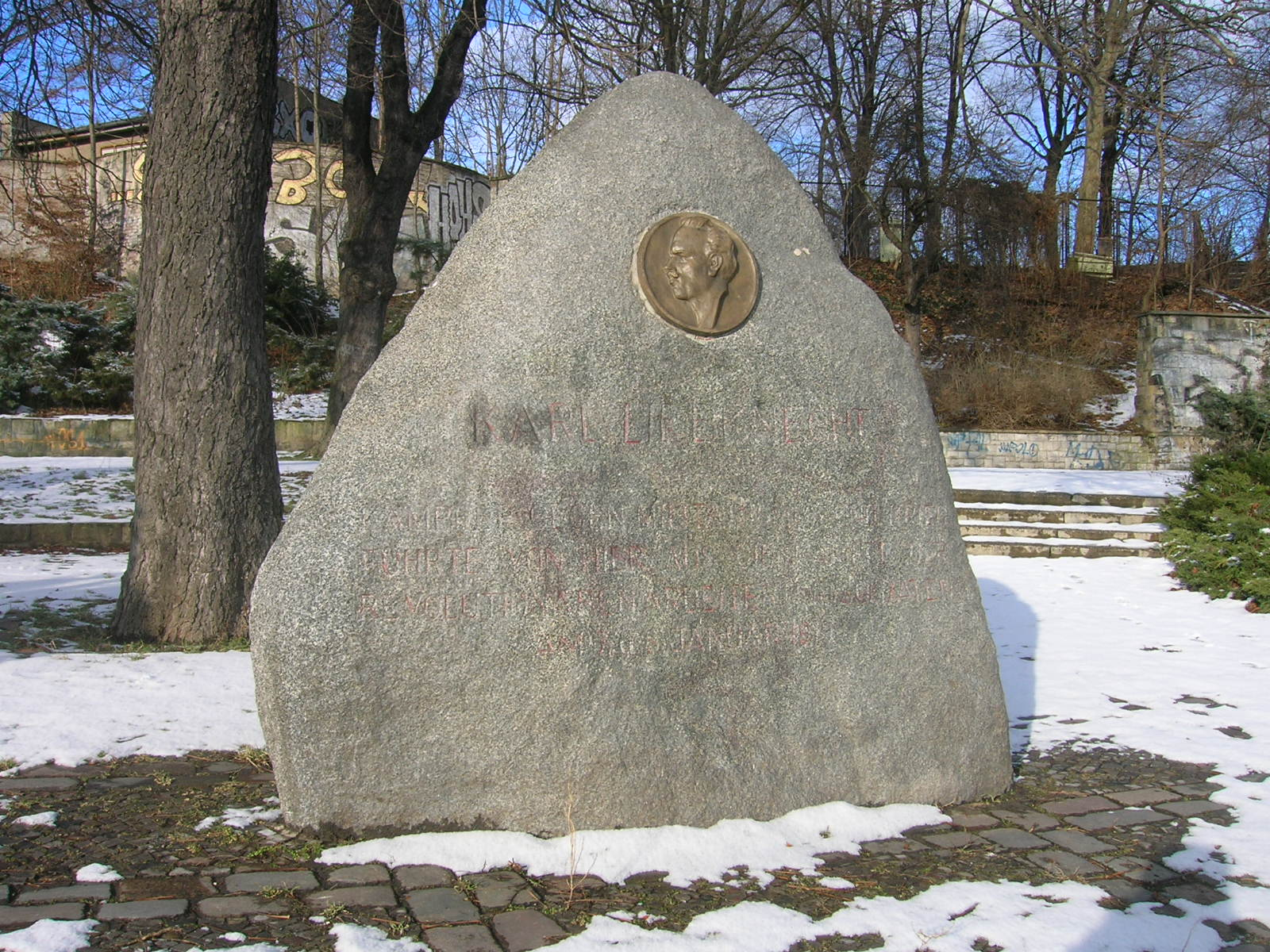
Liebknecht-Gedenkstein an der Bötzow-Brauerei

Am 13. April 1864 eröffnete der 1839 geborene Berliner Großgrundbesitzer Julius Bötzow seine Brauerei in der Alten Schönhauser Straße 23/24. Diese und etwas Startkapital hatte er von seinem Onkel Franz Bötzow erhalten, der den Geschäftssinn seines Neffen früh erkannte. Julius Bötzow hatte sich während seiner Lehre beim Amtsrat Johann Julius Schütz (* 19. September 1806 in Seelow; † 8. Januar 1895 in Berlin) in der Grünthaler Brauerei in Grüntal intensiv mit der Herstellung und dem Vertrieb von untergärigem Bier beschäftigt. Er ließ umfangreiche Umbauarbeiten der Brauerei seines Onkels durchführen, so wurde hier der erste Dampfkessel in einer Berliner Brauerei installiert. Aufgrund eines enormen Zuspruchs begann Bötzow wenige Jahre später am Windmühlenberg in der Prenzlauer Allee (Parzellen 242 bis 247) einen 4000 m² großen unterirdischen Lagerkeller und einen fast 6000 Menschen fassenden Biergarten zu errichten. Ein Pavillon im Rokokostil ergänzte die Angebote für Besucher. Zudem entstanden zwischen 1884 und 1891 neue Fabrikanlagen (1887 ein größeres Sudhaus und eine moderne Flaschenbierabfüllung) nach Plänen und unter Leitung des Architekten Gustav Hochgürtel, verkleidet mit gelbroten Klinkern. Bötzow war stets einer der Ersten, die Neuerungen in ihren Brauereien einführten.
Im März 1885 wurde mit der Bierherstellung auf dem Windmühlenberg begonnen. Bereits ein Jahr später durfte sich Bötzow als erster Brauer im Deutschen Reich „Hoflieferant seiner Majestät des Königs von Preußen“ nennen. Durch ihre neuartigen Dampfkessel kam die Brauerei bereits zu dieser Zeit auf eine Produktionskapazität von 210.000 Hektolitern. Es wurde ein helles Versandbier, das Dunkle Nürnberger und ein helles Julherna-Bier gebraut. Das Wohnhaus der Familie Bötzow an der Prenzlauer Allee wurde bis 1900 zu einer prunkvollen Villa ausgebaut und hieß wegen seiner Größe und prächtigen Ausstattung auch „Schloss im Norden“.
Zu dieser Zeit hatte die Brauerei bereits zwei Direktoren, sieben Buchhalter und 350 Arbeiter und Angestellte.
Julius Bötzow erkannte, dass der Vertrieb seines Bieres besonders wichtig war. Neben dem riesigen Biergarten auf dem Windmühlenberg gab es 10 weitere Spezial-Ausschanklokale der Bötzow-Brauerei, so zum Beispiel der Königshof in der Bülowstraße und ein Ausschank im Architekten-Haus in der Wilhelmstraße, später ein prachtvoll eingerichtetes Lokal im Monopol-Hotel in der Friedrichstraße und das Bötzow-Stüb’l am Kurfürstendamm.
Kurz vor Beginn des Ersten Weltkriegs starb Julius Bötzow am 9. Juli 1914. Die Brauerei wurde zunächst als Offene Handelsgesellschaft weitergeführt, ab 1918 als Kommanditgesellschaft. Dabei blieben stets alle Gesellschaftsanteile in der Familie Bötzow. Die Erben mussten mit ansehen, wie während des Krieges der Bierkonsum zurückging und die Malzkontingente immer geringer wurden.
In den Nachkriegswirren des Jahres 1919 fand im Biergarten der Brauerei die Gründung des Revolutionsausschusses aus Mitgliedern der KPD und der USPD unter Mitwirkung von Karl Liebknecht und Wilhelm Pieck statt. An dieses Ereignis erinnert ein Gedenkstein oberhalb der Kreuzung Prenzlauer Allee / Saarbrücker Straße des Bildhauers Otto Maercker aus dem Jahr 1959. Die bereits verblichene Inschrift unter dem Liebknecht-Bildnis lautet „Karl Liebknecht – Kämpfer gegen Militarismus und Krieg führte von hier aus die Kämpfe der revolutionären Arbeiter und Soldaten am 7. und 8. Januar 1919“.
Am 26. Oktober 1923 gab die Bötzow-Brauerei eigenes Notgeld in Scheinen à 10 Milliarden Mark heraus. Zu dieser Zeit kostete ein halber Liter Bier 500 Milliarden Mark. Nach dem Ersten Weltkrieg wurde die Brauerei grundlegend erneuert. Im Sudhaus ließ der Brauereibesitzer eine über 600 Hektoliter fassende Würzepfanne einbauen. Die Flaschenabfüllung erhielt die neuesten automatisch arbeitenden Maschinen.
Nach dem unerwarteten Tod von Julius übernahm 1926 dessen Bruder Hermann – der seine Zukunft eher als Kolonialherr in Afrika sah – die Geschäftsführung. Er überführte die Brauerei am 18. Juli 1927 in eine Aktiengesellschaft, die Josef Bötzow Brauerei-Aktiengesellschaft. Das ermöglichte dem Marktführer Schultheiss-Patzenhofer, in die Marke einzusteigen und in den 1930er Jahren schließlich die Mehrheit der Geschäftsanteile zu halten. Hermann Bötzow führte weiter die Geschäfte. Bis 1937 wuchs der Ausstoß an Bier stetig. Mit den Aktienerlösen wurden zahlreiche soziale und kulturelle Projekte unterstützt, so eine umfangreiche Schenkung an das Märkische Museum.
Ab 1929 etablierte sich die Marke Bötzow-Privat.

### In den 1930er Jahren bis Kriegsende
1938 wurde die Brauerei wieder in eine Kommanditgesellschaft umgewandelt. Hermann Bötzow, der zweitälteste Sohn des Gründers, fungierte hierbei als persönlich haftender Gesellschafter.
Hermann Bötzow war NSDAP-Mitglied. Ein Aktbild seiner Frau ließ er dennoch von dem jüdischen Maler Lesser Ury malen. Seine 20 Jahre jüngere Frau Ruth Bötzow wurde von Hitler sehr verehrt; sie hatten oft miteinander Kontakt. Überliefert ist, dass Bötzow im April 1933, also kurz nach der Machtübernahme Hitlers, den „zeitgemäßen“ Bitten seines Betriebsrats nachkam: Dieser forderte, dass Bötzow auf die Zulieferung des Saftfabrikanten J. A. Gilka verzichten sollte, solange in dessen Geschäftsleitung Menschen tätig sind, die nicht „rein arischer Abstammung sind“. Bötzow leitete die Forderung unverzüglich an die Firma Gilka weiter, denn die Familien Bötzow und Gilka waren seit zwei Generationen verwandt und befreundet. Zudem ließ er vom Aktbildnis seiner Frau, das im Schlafzimmer der Familie seinen Platz hatte, den Namen des Künstlers übermalen, um so seine „nicht arischen Kontakte“ zu verbergen. 1939 gab es eine große Feier anlässlich des 75. Firmenjubiläums. Dabei betonte Hermann Bötzow seine Verbundenheit zur „märkischen Scholle“ und stiftete einen Sozialfonds für die Belegschaft.
Während des Zweiten Weltkriegs wurden große Teile des Fabrikgeländes zerstört, darunter die Villa und das Ausschankgebäude. Hermann Bötzow tötete sich am 25. April 1945. Einen Tag später ging seine Frau Ruth den gleichen Weg, „aus Angst vor den sowjetischen Soldaten“. Damit endete offiziell die Geschichte der Bötzow-Brauerei.

## Das Brauereigelände

### Zwischen 1945 und 1990
Einige Teile wurden nach 1945 als Brauerei weitergeführt und arbeiteten nach der offiziellen Enteignung der gesamten Immobilie im Jahr 1949 als VEB Bötzow-Brauerei mit kleinem Bierausstoß weiter. Andere Gebäude der Brauerei dienten als Lagerhallen für die VVB Fischwirtschaft und als Spirituosen- und Tabaklager, das Gelände des Biergartens blieb lange Zeit überwiegend Brachfläche. 1952 wurde mit dem Bau eines Kindergartens begonnen. Die erhaltenen historischen Bauten wurden Ende der 1970er Jahre unter Denkmalschutz gestellt.

### 1990 bis 2010

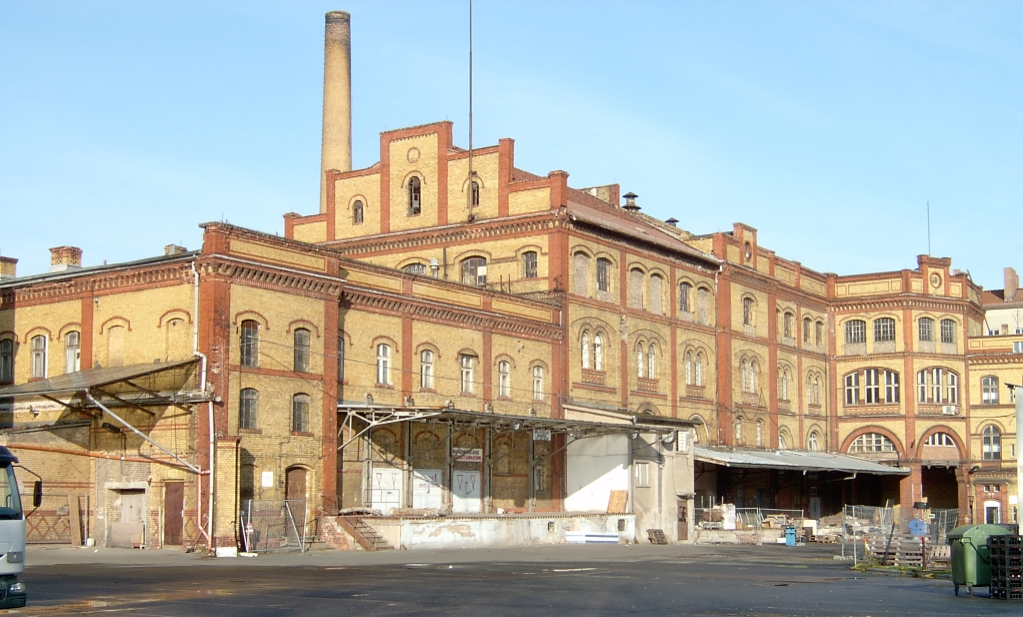
Reste der Brauerei 2006

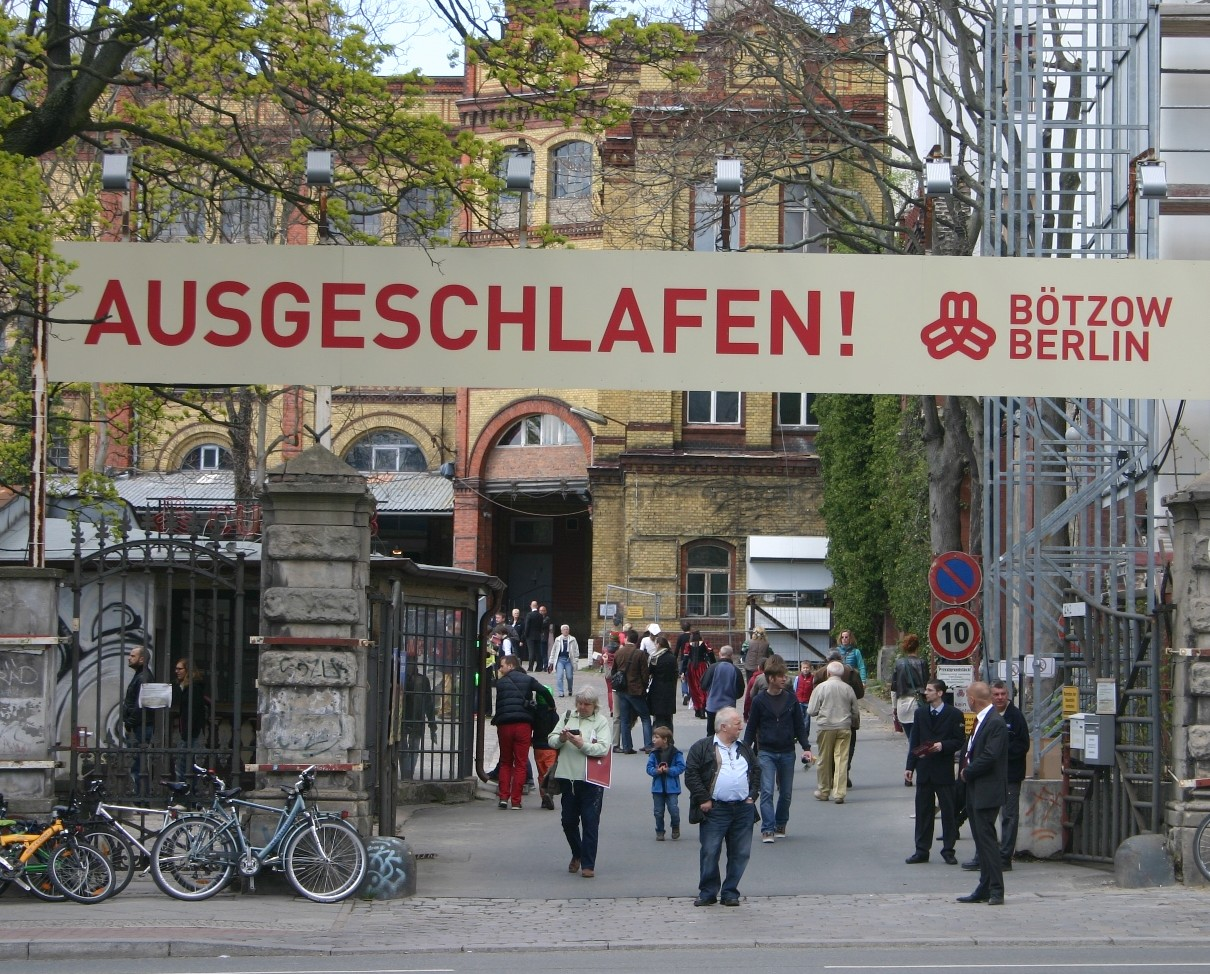
Ausgeschlafen! (2011)

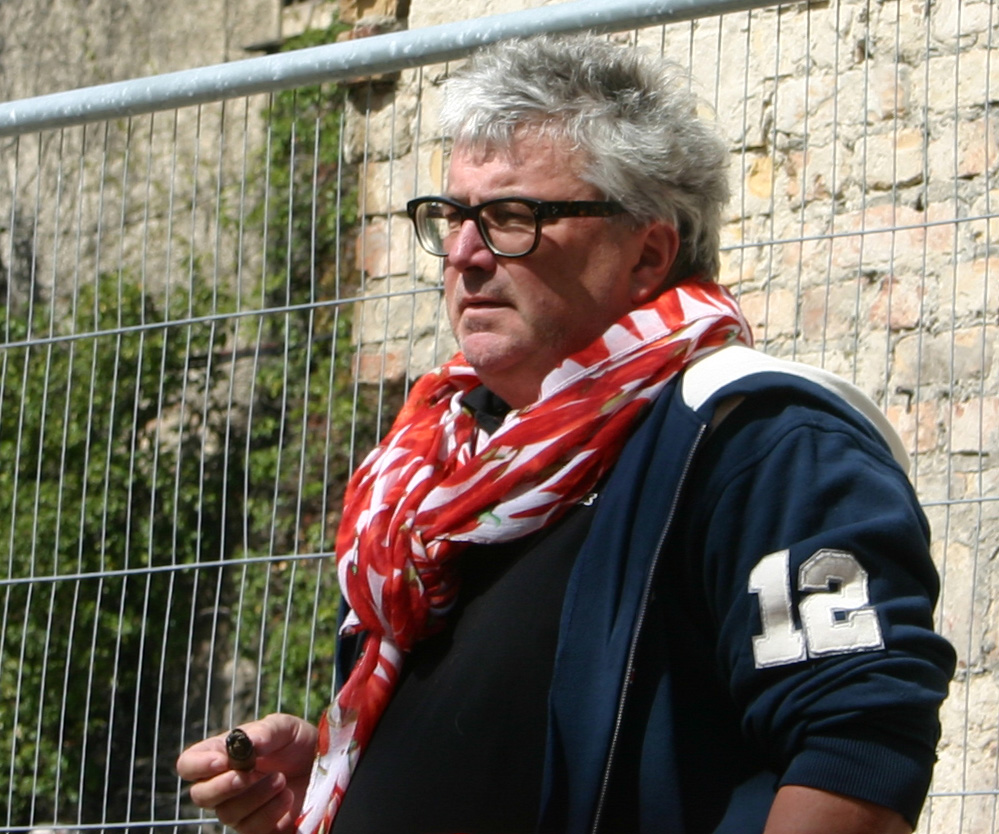
Hans Georg Näder, 2013

Nach dem Mauerfall gaben alle bisherigen Nutzer ihre Standorte hier auf und der Senat wurde Eigentümer der Immobilie. Der Kindergarten wurde wegen Baufälligkeit abgerissen. Mehrfach wechselten dann die Interessenten: Zunächst wurde das Areal 1995 für 48 Mio. DM an eine Firma aus Süddeutschland verkauft. Diese veräußerte es weiter an die Metro AG, die auf dem Areal einen Großmarkt mit 40.000 Quadratmeter Fläche vorsah. Weitere Pläne wie ein Dienstleistungszentrum oder der Bau von Lofts kamen nie zur Ausführung. – Der Denkmalschutzstatus des Komplexes wurde nun vom Senat übernommen.

### Entwicklung des Geländes zum Bötzow-Campus
Ende 2010 kaufte der Unternehmer Hans Georg Näder das 24.000 Quadratmeter große Brauereigelände. Erste Pläne im Rahmen einer Gesamtinvestition von 100 Millionen Euro sahen die Errichtung eines medizinischen Kreativzentrums mit Shopping-Möglichkeiten im Keller- und Parterre-Bereich vor; in Anlehnung an Projekte in New York und London waren Cafés, Restaurants, Boutiquen und kleine Läden geplant. Ein Wandelgang sollte die Untergeschosse mit dem Erdgeschoss verbinden. Auf dem Gelände des ehemaligen Biergartens waren zudem ein Hotel und fünf Neubauten geplant. Die historische Bausubstanz der Brauerei sollte hierbei weitestgehend erhalten bleiben. Die Architekten Eric van Geisten und Georg Marfels entwickelten ein Projekt für eine Mischnutzung aus Kunst und Kulinarik. Deshalb kündete 2011 verheißungsvoll ein Plakat über dem alten Eingang: Ausgeschlafen!
Bereits im Jahr 2011 erfolgte ein symbolischer Startschuss für die Umbauarbeiten der ehemaligen Brauerei. Während der Umgestaltung gab es bereits Führungen über das Gelände; in Teilen fertiggestellter Gebäude fanden schon Tagungen statt, beispielsweise das international besetzte Ottobock Global Forum 2012, Kunstausstellungen konnten ebenfalls eröffnet werden.
Am 21. Mai 2014 stellte Hans Georg Näder den Masterplan 2019 für das Areal vor, den der englische Architekt David Chipperfield entworfen hatte. Die Pläne Chipperfields orientieren sich an der früheren Struktur und Gestaltung des Brauereigeländes, große Freiflächen sollen erhalten bleiben. Außerdem ist ein neuer Biergarten für ca. 600 Besucher vorgesehen, an der Prenzlauer Allee sind drei Neubauten geplant. Das Medizintechnikunternehmen Otto Bock Health Care, benannt nach Otto Bock, wird ihren Forschungs- und Entwicklungsbereich in den historischen Brauereigebäuden ansiedeln. Die Kellergewölbe werden ein Ort für Manufakturen, Design und Kunst. In einer Tiefgarage ist Platz für 200 Autos vorgesehen. Bis 2019, dem Jahr des 100. Firmenjubiläums der Otto Bock Health Care, sollten gemäß Masterplan 250 Millionen Euro in das Gelände fließen.
Die geplanten Arbeiten für das Medizin-Zentrum gingen trotz einiger Verzögerungen infolge der Corona-Pandemie in kleinen Schritten weiter voran. Im Jahr 2018 nahm der Forschungs- und Entwicklungsbereich des Ottobock Future Labs seine Arbeit in ersten Neubauten auf dem Bötzow-Campus auf. Auf der Westseite des Areals entstand nach Plänen des belgischen Gartenarchitekten Peter Wirtz ein begrünter Innenhof, nutzbar von Besuchern und Mitarbeitern der Institutionen. Im Jahr 2018 unterzeichnete das Unternehmen Sartorius, Forschung und Produktion von Biopharmazeutika, einen Mietvertrag für Teile der geplanten und begonnenen Neubauten. Am Ende der Bauarbeiten sollen sich auf dem Bötzow-Campus sieben Gebäude befinden, ggf. ergänzt um weitere vier Neubauten.
Seit 2024 gibt es auf dem historischen Gelände einen neuen Biergarten mit dem Namen „Augustiner auf Bötzow“.